# Coolios diskografi
Den amerikanske rapper Coolios diskografi består af otte studiealbums, to opsamlingsalbums, 22 singler og 28 musikvideoer.

## Albums

### Studiealbums
| Titel                                                             | Albumdetaljer                                                                           | Højeste hitlisteplacering | Højeste hitlisteplacering | Højeste hitlisteplacering | Højeste hitlisteplacering | Højeste hitlisteplacering | Højeste hitlisteplacering | Højeste hitlisteplacering | Højeste hitlisteplacering | Højeste hitlisteplacering | Højeste hitlisteplacering | Certificering                                                      |
| Titel                                                             | Albumdetaljer                                                                           | US                        | AUS                       | AUT                       | GER                       | NL                        | NOR                       | NZ                        | SWE                       | SWI                       | UK                        | Certificering                                                      |
| ----------------------------------------------------------------- | --------------------------------------------------------------------------------------- | ------------------------- | ------------------------- | ------------------------- | ------------------------- | ------------------------- | ------------------------- | ------------------------- | ------------------------- | ------------------------- | ------------------------- | ------------------------------------------------------------------ |
| It Takes a Thief                                                  | - Udgivet: July 19, 1994 - Pladeselskab: Tommy Boy, Warner Bros. - Formater: CD, CS     | 8                         | —                         | —                         | —                         | 57                        | —                         | 42                        | 44                        | —                         | 67                        | - CAN: Guld - US: Platin                                           |
| Gangsta's Paradise                                                | - Udgivet: November 21, 1995 - Pladeselskab: Tommy Boy, Warner Bros. - Formater: CD, CS | 9                         | 12                        | 4                         | 6                         | 9                         | 24                        | 5                         | 16                        | 2                         | 18                        | - AUS: Guld - CAN: Platin - UK: Guld - GER: Guld - US: 2× Platinum |
| My Soul                                                           | - Udgivet: August 26, 1997 - Pladeselskab: Tommy Boy, Warner Bros. - Formater: CD, CS   | 39                        | 60                        | 19                        | 19                        | 12                        | 27                        | 20                        | 30                        | 16                        | 28                        | - CAN: Guld - US: Platin                                           |
| Coolio.com                                                        | - Udgivet: April 18, 2001 - Pladeselskab: JVC Victor - Formater: CD, CS                 | —                         | —                         | —                         | —                         | —                         | —                         | —                         | —                         | —                         | —                         |                                                                    |
| El Cool Magnifico                                                 | - Udgivet: October 15, 2002 - Pladeselskab: Riviera - Formater: CD, CS                  | —                         | —                         | —                         | —                         | —                         | —                         | —                         | —                         | —                         | —                         |                                                                    |
| The Return of the Gangsta                                         | - Udgivet: October 16, 2006 - Pladeselskab: Hardwax - Formater: CD, digital download    | —                         | —                         | —                         | —                         | —                         | —                         | —                         | —                         | 82                        | —                         |                                                                    |
| Steal Hear                                                        | - Udgivet: October 28, 2008 - Pladeselskab: Super Cool - Formater: CD, digital download | —                         | —                         | —                         | —                         | —                         | —                         | —                         | —                         | —                         | —                         |                                                                    |
| From the Bottom 2 the Top                                         | - Udgivet: July 2, 2009 - Pladeselskab: Subside - Formater: CD, digital download        | —                         | —                         | —                         | —                         | —                         | —                         | —                         | —                         | —                         | —                         |                                                                    |
| "—" nåede ikke hitlisterne eller blev ikke udgivet i dette område |                                                                                         |                           |                           |                           |                           |                           |                           |                           |                           |                           |                           |                                                                    |

### Samarbejdsalbums
- Ain't a Damn Thang Changed (med WC and the Maad Circle) (1991)

### Opsamlingsalbum
| Titel                               | Albumdetaljer                                                         |
| ----------------------------------- | --------------------------------------------------------------------- |
| Very Best                           | - Udgivet: 18. april, 2001 - Pladeselskab: Toy Factory - Format: CD   |
| Fantastic Voyage: The Greatest Hits | - Udgivet: 14. september, 2001 - Pladeselskab: Tommy Boy - Format: CD |

## Singler

### Som hovedkunstner
| Titel                                                                                        | År   | Højeste hitlisteplacering | Højeste hitlisteplacering | Højeste hitlisteplacering | Højeste hitlisteplacering | Højeste hitlisteplacering | Højeste hitlisteplacering | Højeste hitlisteplacering | Højeste hitlisteplacering | Højeste hitlisteplacering | Højeste hitlisteplacering | Certificeringer | Album                     |
| Titel                                                                                        | År   | US                        | AUS                       | AUT                       | GER                       | NL                        | NOR                       | NZ                        | SWE                       | SWI                       | UK                        | Certificeringer | Album                     |
| -------------------------------------------------------------------------------------------- | ---- | ------------------------- | ------------------------- | ------------------------- | ------------------------- | ------------------------- | ------------------------- | ------------------------- | ------------------------- | ------------------------- | ------------------------- | --- | ------------------------- |
| "JackinSkabelon:' "                                                                          | 1991 | —                         | —                         | —                         | —                         | —                         | —                         | —                         | —                         | —                         | —                         | | Non-album single          |
| "County Line"[A]                                                                             | 1993 | 109                       | —                         | —                         | —                         | —                         | —                         | —                         | —                         | —                         | —                         | | It Takes a Thief          |
| "I Remember"[B] (featuring J-Ro and Billy Boy)                                               | 1994 | 107                       | 92                        | —                         | —                         | —                         | —                         | 32                        | —                         | —                         | 73                        | | It Takes a Thief          |
| "Fantastic Voyage"                                                                           | 1994 | 3                         | 37                        | —                         | 91                        | 31                        | —                         | 8                         | 29                        | —                         | 41                        | - RIAA: 2× Platin | It Takes a Thief          |
| "Mama I'm in Love Wit' a Gangsta"[C]                                                         | 1994 | 119                       | —                         | —                         | —                         | —                         | —                         | 39                        | —                         | —                         | —                         | | It Takes a Thief          |
| "Gangsta's Paradise" (featuring L.V.)                                                        | 1995 | 1                         | 1                         | 1                         | 1                         | 1                         | 1                         | 1                         | 1                         | 1                         | 1                         | - RIAA: 3× Platin - ARIA: 3× Platin - BPI: 2× Platin - BVMI: 2× Platin - IFPI AUT: Platin - IFPI NOR: 4× Platin - IFPI SWE: Guld - IFPI SWI: 2× Platin - RMNZ: Platin | Gangsta's Paradise        |
| "Too Hot"                                                                                    | 1995 | 24                        | 42                        | —                         | 24                        | 10                        | —                         | 7                         | 35                        | 18                        | 9                         | - RMNZ: Guld | Gangsta's Paradise        |
| "1, 2, 3, 4 (Sumpin' New)"                                                                   | 1996 | 5                         | 12                        | —                         | 39                        | 14                        | 14                        | 2                         | 17                        | —                         | 13                        | - RIAA: Guld - ARIA: Guld - RMNZ: Guld | Gangsta's Paradise        |
| "It's All the Way Live (Now)"                                                                | 1996 | 29                        | 50                        | —                         | 73                        | 34                        | —                         | 6                         | 33                        | —                         | 34                        | - RIAA: Guld - RMNZ: Guld | Eddie soundtrack          |
| "Hit 'Em High (The Monstars' Anthem)" (with B-Real, Method Man, LL Cool J, and Busta Rhymes) | 1997 | —                         | —                         | —                         | 14                        | 5                         | 1                         | 17                        | 10                        | 11                        | 8                         | - IFPI NOR: Guld | Space Jam soundtrack      |
| "The Winner"                                                                                 | 1997 | —                         | —                         | —                         | —                         | —                         | —                         | 19                        | —                         | —                         | 53                        | | Space Jam soundtrack      |
| "C U When U Get There" (featuring 40 Thevz)                                                  | 1997 | 12                        | 7                         | 4                         | 3                         | 10                        | 2                         | 4                         | 2                         | 2                         | 3                         | - RIAA: Guld - ARIA: Guld - BPI: Silver - BVMI: Guld - IFPI SWE: Platin - IFPI SWI: Guld - RMNZ: Platin                                                               | My Soul                   |
| "Ooh La La"                                                                                  | 1997 | —                         | 33                        | —                         | 80                        | 68                        | —                         | 2                         | 39                        | —                         | 14                        | - RMNZ: Guld | My Soul                   |
| "The Hustler" (featuring Kenny Rogers)                                                       | 2001 | —                         | —                         | —                         | —                         | —                         | —                         | —                         | —                         | —                         | —                         | | Coolio.com                |
| "I Like Girls"                                                                               | 2003 | —                         | —                         | —                         | —                         | —                         | —                         | —                         | —                         | —                         | —                         | | El Cool Magnifico         |
| "Ghetto Square Dance"                                                                        | 2003 | —                         | —                         | —                         | —                         | —                         | —                         | —                         | —                         | —                         | —                         | | El Cool Magnifico         |
| "Sunshine"                                                                                   | 2003 | —                         | —                         | —                         | —                         | —                         | —                         | —                         | —                         | —                         | —                         | | El Cool Magnifico         |
| "Gangsta Walk" (featuring Snoop Dogg and Gangsta-Lu)                                         | 2006 | —                         | 67                        | 75                        | —                         | —                         | —                         | —                         | —                         | 56                        | 67                        | | The Return of the Gangsta |
| "Boyfriend"                                                                                  | 2008 | —                         | —                         | —                         | —                         | —                         | —                         | —                         | —                         | —                         | —                         | | Steal Hear                |
| "Change"                                                                                     | 2009 | —                         | —                         | —                         | —                         | —                         | —                         | —                         | —                         | —                         | —                         | | From the Bottom 2 the Top |
| "Lady Vs Beat Nouveau"                                                                       | 2009 | —                         | —                         | —                         | —                         | 38                        | —                         | —                         | —                         | —                         | —                         | | From the Bottom 2 the Top |
| "Gangsta's Paradise 2K11" (vs. Kylian Mash & Rico Bernasconi)                                | 2011 | —                         | —                         | —                         | 89                        | —                         | —                         | —                         | —                         | —                         | —                         | | Non-album single          |
| "—" nåede ikke hitlisterne eller blev ikke udgivet i dette område                            |      |                           |                           |                           |                           |                           |                           |                           |                           |                           |                           | |                           |

### Gæsteoptræden
| Titel                              | År   | Andre kunstner(e)      | Album                         |
| ---------------------------------- | ---- | ---------------------- | ----------------------------- |
| "In a Twist"                       | 1995 | WC and the Maad Circle | Curb Servin'                  |
| "On My Cide"                       | 1995 | Dazzie Dee, Tha Chill  | Where's My Receipt            |
| "Runaway"                          | 1995 | Janet Jackson          | Runaway (Single)              |
| "Connect the Dot"                  | 1996 | H-Bomb                 | In Yo' Face                   |
| "Drama"                            | 1996 | Ras Kass               | Soul on Ice                   |
| "One for the Money"                | 1997 | 40 Thevz               | Honor Amongst Thevz           |
| "All Night, All Right"             | 1997 | Peter Andre            | Time                          |
| "What Up Loc"                      | 1999 | Shorty                 | Short Stories                 |
| "Goodbye" (Intro)                  | 2000 | Outlawz                | Ride wit Us or Collide wit Us |
| "In the Hood"                      | 2002 | L.V. & Prodeje         | The Playground                |
| "Yo"                               | 2003 | Rappin' 4-Tay          | Gangsta Gumbo                 |
| "Soldiergirl"                      | 2005 | Leki, Mamido           | Warrior Girl                  |
| "Peepshow"                         | 2005 | XSS                    | Peepshow (Single)             |
| "One Night in L.A. / Gangsta Walk" | 2010 | The Glam               | One Night in L.A. (Single)    |
| "Make It Bump"                     | 2015 | Wade Martin            |                               |
| "Escape Wagon"                     | 2019 | Versatile              |                               |

## Soundtracks
| År   | Titel                                | Album                                                        |
| ---- | ------------------------------------ | ------------------------------------------------------------ |
| 1994 | "I Remember"                         | Double Dragon (Music from the Motion Picture Soundtrack)     |
| 1995 | "Dial a Jam"                         | Jerky Boys - Original Movie Soundtrack                       |
| 1995 | "Rollin' with My Homies"             | Clueless - Original Motion Picture Soundtrack                |
| 1995 | "Thru the Window"                    | New Jersey Drive Vol. 1 (Original Motion Picture Soundtrack) |
| 1995 | "Gangsta's Paradise"                 | Music From The Motion Picture Dangerous Minds                |
| 1996 | "Gangsta's Paradise"                 | 1996 Grammy Nominees                                         |
| 1996 | "The Winner"                         | Space Jam (Music From And Inspired By The Motion Picture)    |
| 1996 | "Hit 'Em High (The Monstars Anthem)" | Space Jam (Music From And Inspired By The Motion Picture)    |
| 1996 | "Fantastic Voyage"                   | All That: The Album                                          |
| 1996 | "I Breaks Em Off"                    | America is Dying Slowly                                      |
| 1996 | "1, 2, 3, 4 (Sumpin' New)"           | ESPN Presents Jock Jams Volume 2                             |
| 1996 | "(It's) All The Way Live (Now)"      | Eddie - The Soundtrack                                       |
| 1997 | "C U When U Get There"               | Nothing To Lose                                              |
| 2001 | "The Walk"                           | Held Up                                                      |
| 2002 | "Dexter (What's His Name?)           | Dexter's Laboratory - The Hip-Hop Experiment                 |

## Musikvideoer
| År   | Titel | Insturktør(er)        |
| ---- | --- | --------------------- |
| 1991 | "Ain't Damn Thang Has Changed" (med WC and the Maad Circle) |                       |
| 1991 | "Dress Code" (med WC and the Maad Circle) |                       |
| 1993 | "County Line" |                       |
| 1994 | "I Remember" (feat. J-Ro and Billy Boy) |                       |
| 1994 | "Fantastic Voyage" |                       |
| 1994 | "Mama I'm in Love Wit' a Gangsta" |                       |
| 1995 | "Gangsta's Paradise" (feat. L.V.) | Antoine Fuqua         |
| 1995 | "Too Hot" |                       |
| 1995 | "The Points" (with The Notorious B.I.G., Doodlebug of the Digable Planets, Big Mike, Buckshot, Redman, Ill Al Skratch, Rock of Heltah Skeltah, Bone Thugs-n-Harmony, Busta Rhymes, Menace Clan, Jamal) |                       |
| 1996 | "1, 2, 3, 4 (Sumpin' New)" | David Dobkin          |
| 1996 | "It's All the Way Live (Now)" |                       |
| 1997 | "Hit 'Em High (The Monstars' Anthem)" (with B-Real, Method Man, LL Cool J, and Busta Rhymes) | Hype Williams         |
| 1997 | "The Winner" |                       |
| 1997 | "C U When U Get There" (feat. 40 Thevz) |                       |
| 1997 | "Ooh La La" |                       |
| 2001 | "Hustler" (feat. Kenny Rogers) |                       |
| 2001 | "Ghetto Square Dance" |                       |
| 2005 | "I Don't Wanna Die" (feat. Krayzie Bone) | Chris Palzis          |
| 2006 | "Gangsta Walk" (feat. Snoop Dogg and Gangsta-Lu) | Marco Gentile and d2b |
| 2006 | "Do It" (feat. Goast) | Davide Enrico Agosta  |
| 2006 | "Dip It" (feat. Gangsta-Lu) | Luca Tommassini       |
| 2008 | "Boyfriend" (feat. A.I.) | Leonardo Gonzales     |
| 2009 | "Change" (vs. Ennio Morricone) | Cosimo Alemà          |
| 2009 | "Lady Vs Beat Nouveau" (feat. Storm Lee) |                       |
| 2009 | "From the Bottom 2 the Top" (feat. Goast and A.I.) |                       |
| 2011 | "Gangsta's Paradise 2K11" (vs. Kylian Mash & Rico Bernasconi) |                       |
| 2014 | "Take It to the Hub" |                       |
| 2019 | "Escape Wagon" |                       |